# Адміністративний устрій Воловецького району
Адміністративний устрій Воловецького району — адміністративно-територіальний поділ Воловецького району Закарпатської області на 2 селищні і 13 сільських рад, які об'єднують 26 населених пунктів та підпорядковані Воловецькій районній раді. Адміністративний центр — смт Воловець.

## Список радВоловецького району
| №  | Назва                          | Центр            | Населені пункти                             | Площа км² | Місце за площею | Населення (2001), чол. | Місце за населенням |
| -- | ------------------------------ | ---------------- | ------------------------------------------- | --------- | --------------- | ---------------------- | ------------------- |
| 1  | Воловецька селищна рада        | смт Воловець     | смт Воловець с. Канора                      |           |                 |                        |                     |
| 2  | Жденіївська селищна рада       | смт Жденієво     | смт Жденієво с. Збини                       |           |                 |                        |                     |
| 3  | Абранська сільська рада        | с. Абранка       | с. Абранка                                  |           |                 |                        |                     |
| 4  | Біласовицька сільська рада     | с. Біласовиця    | с. Біласовиця с. Латірка                    |           |                 |                        |                     |
| 5  | Буковецька сільська рада       | с. Буковець      | с. Буковець                                 |           |                 |                        |                     |
| 6  | Верб'язька сільська рада       | с. Верб'яж       | с. Верб'яж с. Завадка                       |           |                 |                        |                     |
| 7  | Верхньоворітська сільська рада | с. Верхні Ворота | с. Верхні Ворота                            |           |                 |                        |                     |
| 8  | Гукливська сільська рада       | с. Гукливий      | с. Гукливий                                 |           |                 |                        |                     |
| 9  | Лазівська сільська рада        | с. Лази          | с. Лази                                     |           |                 |                        |                     |
| 10 | Нижньоворітська сільська рада  | с. Нижні Ворота  | с. Нижні Ворота с. Задільське               |           |                 |                        |                     |
| 11 | Підполозянська сільська рада   | с. Підполоззя    | с. Підполоззя с. Верхня Грабівниця с. Ялове |           |                 |                        |                     |
| 12 | Розтоцька сільська рада        | с. Розтока       | с. Розтока с. Кічерний с. Перехресний       |           |                 |                        |                     |
| 13 | Скотарська сільська рада       | с. Скотарське    | с. Скотарське                               |           |                 |                        |                     |
| 14 | Тишівська сільська рада        | с. Тишів         | с. Тишів с. Котельниця                      |           |                 |                        |                     |
| 15 | Щербовецька сільська рада      | с. Щербовець     | с. Щербовець с. Пашківці                    |           |                 |                        |                     |

* Примітки: смт — селище міського типу, с. — село